# Protector estatal
Los protectores estatales, también conocidos como protectores regionales, son una figura extrajudicial iniciada durante la Revolución bolivariana. Consisten en cargos paralelos a los gobernadores estatales de Venezuela designados por el partido de gobierno (el Partido Socialista Unido de Venezuela, PSUV) en regiones con mandatarios de partidos políticos de oposición. La figura no aparece en la Constitución de Venezuela ni en ninguna otra normativa legal del país, y los protectores usurpan la función de recibir y administrar directamente los recursos de los gobiernos regionales. 

## Definición
Los protectores estatales son figuras ad hoc que asumen las funciones de los gobernadores electos en las regiones. La figura no existe en la Constitución de Venezuela ni en ninguna otra de las normas legales que regulan la estructura político-territorial del país, como la Ley Orgánica de la Administración Pública o la Ley Orgánica de Descentralización, Delimitación y Transferencia de Competencias del Poder Público; los protectores usurpan la función de recibir y administrar directamente los recursos de los gobiernos regionales para la ejecución de obras públicas a través de ministerios y entes estatales destinados a la atención social.

## Antecedentes
El 3 de julio del 2009, el alcalde del Distrito Metropolitano de Caracas, Antonio Ledezma, se acercó hasta las oficinas de la Organización de Estados Americanos (OEA) en Caracas y declaró el inicio de una huelga de hambre como rechazo al desconocimiento del gobierno de Hugo Chávez de Ledezma como alcalde mayor de Caracas. Según Ledezma, la huelga constituyó un éxito ya que el gobierno y la OEA cedieron a sus demandas. El día anterior, en horas de la noche, la Autoridad Única del Distrito Capital, una nueva instancia creada por decreto del presidente Hugo Chávez, la cual asumió competencias que le retiraron a Ledezma en el marco de una reforma, anunció la transferencia a la alcaldía de un «auxilio financiero», de 52 000 bolívares (USD 24 186 aproximadamente) para que la Alcaldía Metropolitana, cuya sede en Caracas también pasó de manos de Ledezma al recién creado gobierno del Distrito Capital, «proceda a cancelar, estrictamente», las nóminas de junio y julio, indicó un comunicado. Por otro lado, también se anunció que el secretario general de la OEA, José Miguel Insulza, se comprometió a recibir a una comisión de gobernadores y parlamentarios en Washington.

## Historia
En 2012, el entonces gobernador opositor del estado Miranda, Henrique Capriles, había denunciado este tipo de nombramientos cuando Nicolás Maduro creó CorpoMiranda, un ente con funciones propias de la administración pública regional en el que se había designado como director a Elías Jaua, entonces canciller y derrotado cuando fue candidato a Gobernador de Miranda en las elecciones regionales de ese año.
Después de las elecciones regionales de 2017, Maduro designó "protectores" para varios estados donde había ganado la oposición, asegurando que los nombraba "para no dejar al pueblo al garete". Maduro prometió que eliminaría la figura de los protectores después de las elecciones regionales de 2021. Enrique Márquez, vicepresidente del Consejo Nacional Electoral, saludó la promesa.

## Designaciones
Algunos de los protectores estatales designados han sido los siguientes:
| Protector          | Estado        | Designación | Ref   |
| ------------------ | ------------- | ----------- | ----- |
| Aristóbulo Istúriz | Anzoátegui    | 2020        | [ 5 ] |
| Luis José Marcano  | Anzoátegui    | 2021        | [ 6 ] |
| Jehyson Guzmán     | Mérida        | 2017        | [ 7 ] |
| Dante Rivas        | Nueva Esparta | 2018        | [ 8 ] |
| Freddy Bernal      | Táchira       | 2018        | [ 9 ] |